# Distretto di Coata
Il distretto di Coata è uno dei quindici distretti della provincia di Puno, in Perù. Si trova nella regione di Puno e si estende su una superficie di 104 chilometri quadrati.

Ha per capitale la città di Coata; nel censimento 2005 si contava una popolazione di 6.994 unità.